# Кроль

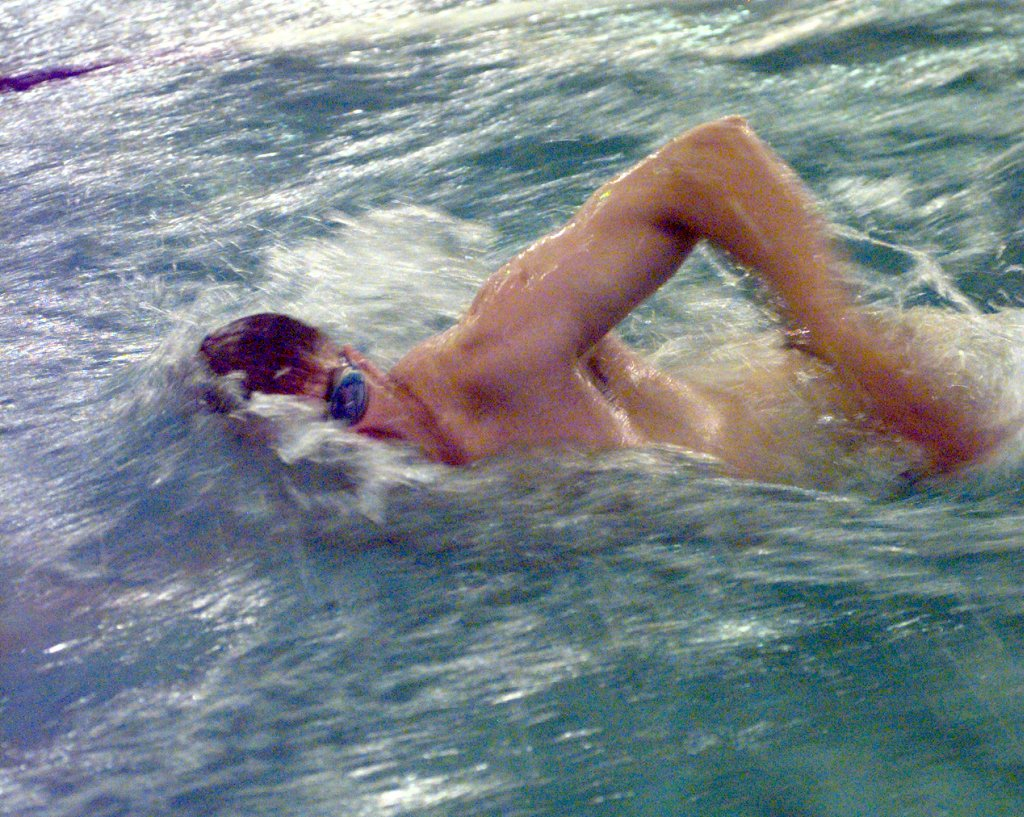
Плавець вдихає під час плавання кролем на животі

Кроль (англ. crawl) — стиль плавання, в якому ліва й права частини тіла здійснюють гребки почергово. Кожна рука здійснює широкий гребок уздовж осі тіла плавця, в той час як ноги також почергово підіймаються й опускаються майже без згинання в колінах. Кроль зазвичай вважають найшвидшим способом плавання на животі, тому його найчастіше обирають у змаганнях вільним стилем. Відтак, його іноді власне й називають «вільним стилем». Хоча деякі чемпіони з батерфляю пливуть швидше батерфляєм ніж кролем.

## Ергономіка
Положення тіла обличчям донизу дозволяє плавцю вільно повертати руку під водою. Цим кроль вигідно відрізняється від плавання на спині, де рука не може вільно пересуватись уздовж спини. Перенесення руки вперед над водою дозволяє уникнути спротиву води порівняно з брасом. А в порівнянні з батерфляєм, почергове обертання рук дозволяє допомагати всім тілом, повертаючись з боку на бік. Почергова робота руками призводить до рівномірнішого прискорення.
